# Devlet II Giray
Devlet II Giray (1648 – 1718) fu Khan di Crimea dal 1699 al 1702 e dal 1709 al 1713. Suo figlio maggiore era Selim II Giray.

## Primo regno (1699–1702)
Selim I Giray, dopo il suo ritiro nel 1699, raccomandò alla carica di Khan del Khanato di Crimea, stato vassallo dell'Impero Ottomano, Devlet II Giray, carica che fu confermata dalla Sublime porta. Nei primi anni del suo regno, dovette affrontare un conflitto scoppiato tra i suoi fratelli e Kalga Nureddin per importanti posizioni all'interno del khanato. Uno dei partecipanti alla disputa, Goran Gaza, fuggì a Bujak e lì radunò intorno a sé i Nogai ribelli che avevano intenzione di lasciare la subordinazione della Crimea. Questa ribellione fu repressa da Devlet II Giray. Ben presto il Khan ebbe difficoltà con gli Stati stranieri. L'Impero Ottomano, che aveva firmato un trattato di pace con Mosca, ignorò tutti gli avvertimenti del khan, che riferiva dei piani di Pietro I di Russia per continuare la guerra nel sud. Devlet II Giray cercò di organizzare un esercito contro la volontà del sultano ottomano Mustafa II, ma fu immediatamente privato del suo potere. Il sultano restaurò Selim I Giray sul trono di Crimea.

## Secondo regno (1709-1713)
Gran parte del suo secondo regno fu caratterizzato dai conflitti tra Pietro il Grande e Carlo XII di Svezia. Durante la Grande Guerra del Nord, Ivan Mazeppa si ribellò alla Russia e Carlo si mosse verso est per unirsi a lui. Entrambi furono sconfitti nella battaglia di Poltava nel luglio 1709, circa sei mesi dopo l'ascesa al trono di Devlet. Alcuni cosacchi di Mazeppa si stabilirono nel territorio della Crimea, a Olešky. Carlo fuggì in territorio ottomano e cercò di fomentare una guerra svedese-turco-crimea contro la Russia. Quando i turchi non riuscirono a espellere Carlo, Pietro invase la Moldavia (Campagna del fiume Pruth del 1710). Un esercito turco andò a nord, 40 000 tartari sotto il comando del figlio di Devlet andarono a nord-ovest e Pietro fu circondato. Gli fu permesso di ritirarsi firmando un trattato in cui rinunciava ad Azov e a piccoli forti vicino al Mar d'Azov (1711). Devlet continuò a premere per un'azione turca contro la crescente potenza della Russia. Nel 1713 il Sultano ordinò a Devlet e a Ismail Pascià di scortare Carlo in Polonia (non è chiaro a quale fazione). Carlo rifiutò e fu catturato (schermaglia di Bender). La politica turca cambiò e Devlet fu deposto (dicembre 1713), anche a causa dei maltrattamenti subiti da Carlo a Bender.
Secondo una fonte, all'inizio del 1711 il figlio di Devlet, Mekhmed, il successore di Mazepa e alcuni soldati svedesi, polacchi e turchi fecero un'incursione nei dintorni di Braclav, combatterono una serie di battaglie e si ritirarono a Bender all'avvicinarsi di un esercito russo. Nella stessa primavera Devlet si mosse verso Kharkov, fu sconfitto e tornò in Crimea.

## Seconda detronizzazione e morte
Il sultano Ahmed III depose Devlet II Giray dal trono del Khanato di Crimea in seguito alle accuse di trattamento improprio del re svedese Carlo XII (che aveva chiesto asilo in Turchia) durante le campagne contro la Russia (Devlet II Giray considerava Carlo XII un prigioniero) e lo mandò in esilio sull'isola ottomana di Rodi, nel Mar Egeo. Devlet II Giray si trasferì poi a Vize, nell'attuale Turchia, dove morì nel 1719.